# Gerichtsvollzieherkostengesetz
Das Gerichtsvollzieherkostengesetz (GvKostG) bildet die Rechtsgrundlage für die Erhebung von Gebühren für die Tätigkeit des Gerichtsvollziehers.
Das Gesetz regelt grundsätzlich alle Fälle, in denen der Gerichtsvollzieher sachlich zuständig ist; die Regelungen werden jedoch teilweise durch Landesrecht auf dem Gebiet der Verwaltungsvollstreckung ergänzt.
Die Landesjustizverwaltungen haben eine bundeseinheitliche Fassung von Durchführungsbestimmungen zum Gerichtsvollzieherkostengesetz (DB-GvKostG) beschlossen.
Kosten entstehen durch die Erteilung eines Vollstreckungsauftrags an den Gerichtsvollzieher. Kostenschuldner sind der Auftraggeber, der Vollstreckungsschuldner und der Verpflichtete; sie haften als Gesamtschuldner. Die öffentliche Hand muss als Auftraggeber keine Gebühren zahlen, die Sozialämter und die Jobcenter auch als Vollstreckungsschuldner nicht.
Die Gebühren richten sich grundsätzlich nach der Anlage zum GvKostG. Für Tätigkeiten zur Nachtzeit, an Samstagen, Sonn- und Feiertagen erhöht sich die Gebühr um das Doppelte. Mit der Kostenrechtsnovelle 2001 fand ein Übergang von der Wert- zur Festgebühr statt. Auslagen werden seitdem überwiegend pauschaliert erhoben.
Die Gebühren für bestimmte Tätigkeiten (z. B. Versiegelung) bestimmen sich nach dem Gerichts- und Notarkostengesetz.
Mit Art. 6 des 2. Kostenrechtsmodernisierungsgesetzes wurde das Gerichtsvollzieherkostenrecht zwar weiterentwickelt, eine den Erfolg honorierende Gebühr wurde entgegen verbandspolitischer Forderungen jedoch nicht wieder eingeführt.